# Gian Paolo Tonini
Gian Paolo Tonini (Genova, 20 marzo 1949 – Genova, 25 gennaio 2022) è stato un biologo italiano.

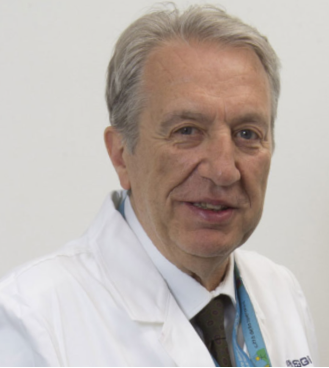
Dott. Gian Paolo Tonini

È stato vicepresidente della Fondazione Italiana per la Lotta al Neuroblastoma e Responsabile del Laboratorio di Ricerca sul Neuroblastoma a Genova e Padova, Italia, oltre ad essere stato membro del Gruppo di Lavoro sul Neuroblastoma e Coordinatore del Gruppo di Lavoro Tumori Solidi Pediatrici in ambito AIEOP (Associazione Italiana Ematologia-Oncologia Pediatrica). A livello internazionale è stato membro e responsabile del Biology Group del SIOPEN (Società Internazionale di Oncologia ed Ematologia e Neuroblastoma).

## Istruzione
Gian Paolo Tonini ha conseguito nel 1973 la laurea in Biologia presso l'Università degli studi di Genova, seguita dalle specializzazioni in Biologia Molecolare presso l'Università degli studi di Milano nel 1983 e in Genetica Umana presso l’Università degli studi di Pavia nel 1995.

## Ricerca e carriera
Gian Paolo ha svolto attività di ricerca sul Cancro e sulla Biologia Cellulare e Molecolare. È stato Responsabile del Laboratorio di Ricerca sul Neuroblastoma e ha studiato vari aspetti dei tumori neuroblastici periferici tra cui l'impatto prognostico dell'espressione genica e l’identificazione di signature di espressione, la valutazione di nuovi marcatori genetici e la loro possibile correlazione con la prognosi e l’andamento della malattia.
Nei primi anni della sua carriera ha lavorato come Assistente presso l'Ospedale San Martino di Genova. Ha ottenuto una borsa di studio presso l'Ospedale Pediatrico Giannina Gaslini dove in seguito è diventato Vice Direttore del Laboratorio di Oncologia. Ha lavorato presso il National Cancer Research Institute di Frederick, nel Maryland, dove ha condotto studi di biologia cellulare. Durante la sua fruttuosa carriera Gian Paolo ha collaborato con molti eminenti scienziati italiani e stranieri del campo dell’oncologia pediatrica occupandosi non solo di neuroblastoma ma anche di tumori cerebrali a livello nazionale (in particolare modo sul medulloblastoma). Gian Paolo è stato anche uno dei principali organizzatori e divulgatori della rete scientifica italiana sul Neuroblastoma e ha contribuito ad inserire alcune tecniche di biologia molecolare (es. aCGH) tuttora utilizzate.

## Riconoscimenti
Gian Paolo Tonini è stato membro di varie società scientifiche tra cui il Consorzio Internazionale Neuroblastoma, l'Associazione e la Fondazione Italiana per la lotta al Neuroblastoma, l'Associazione Italiana di Ematologia e Oncologia Pediatrica.
Per commemorarne il lavoro e il contributo scientifico alla ricerca sul neuroblastoma, il CEINGE di Napoli, in collaborazione con l'Università Federico II, ha dedicato l'edizione di settembre 2022 del convegno Updates in Neuroblastoma, a Gian Paolo Tonini. Il convegno, in tale occasione è stato rinominato "Updates in Neuroblastoma. G. P. Tonini Memorial".

## Brevetti
È stato co-inventore di tre brevetti:
1. Dispositivo e metodo di analisi a singola molecola mediante rilevamento delle collisioni di una molecola bersaglio su nanopori funzionalizzati (US20140202857A1)[12].
2. Dispositivo per la rilevazione di sostanze volatili, apparecchio che utilizza il dispositivo e il relativo metodo operativo (US8752411B2)[13].
3. Chip nanoforato di nitruro di silicio per l'analisi dei profili di espressione genica e relativi biosensori (IT1398771B1)[14].

## Pubblicazioni scientifiche
Scrittore, in collaborazione con due colleghi, del libro Molecular Genetics of Pediatric Solid Tumors. Pubblicato nel 1992, questo libro presenta i progressi recenti nella genetica molecolare dei tumori solidi pediatrici. La prima parte del libro riguarda citogenetica, oncogeni cellulari, geni soppressori del tumore ed epidemiologia molecolare. La seconda parte si concentra sulle patologie specifiche, con particolare attenzione agli studi molecolari che generano con ipotesi di eziopatogenesi e meccanismi di progressione della malattia.
Gian Paolo ha contribuito alla realizzazione di oltre 200 pubblicazioni scientifiche, le più rilevanti sono:
- Loss of heterozygosity for chromosome 1p in familial neuroblastoma.[18]
- Interstitial and large chromosome 1p deletion occurs in localized and disseminated neuroblastomas and predicts an unfavourable outcome.[19]
- Linkage analysis in families with recurrent neuroblastoma.[20]
- Quality assessment of genetic markers used for therapy stratification.[21]
- Detection of MYCN amplification and chromosome 1p36 loss in neuroblastoma by cDNA microarray comparative genomic hybridization.[22]
- Genome analysis and gene expression profiling of neuroblastoma and ganglioneuroblastoma reveal differences between neuroblastic and Schwannian stromal cells.[23]
- Genetic predisposition to familial neuroblastoma: identification of two novel genomic regions at 2p and 12p.[24]
- Identification of ALK as a major familial neuroblastoma predisposition gene.[25]
- Influence of segmental chromosome abnormalities on survival in children over the age of 12 months with unresectable localised peripheral neuroblastic tumours without MYCN amplification.[26]
- Genetic abnormalities in adolescents and young adults with neuroblastoma: A report from the Italian Neuroblastoma group.[27]
- Resistance to receptor tyrosine kinase inhibitors in solid tumors: can we improve the cancer fighting strategy by blocking autophagy?[28]
- The zebrafish as a model for studying neuroblastoma.[29]
- Genomic Amplifications and Distal 6q Loss: Novel Markers for Poor Survival in High-risk Neuroblastoma Patients.[30]
- Autophagy inhibition improves the cytotoxic effects of receptor tyrosine kinase inhibitors.[31]
- Age Dependency of the Prognostic Impact of Tumor Genomics in Localized Resectable MYCN-Nonamplified Neuroblastomas. Report From the SIOPEN Biology Group on the LNESG Trials and a COG Validation Group.[32]

## Opere letterarie
È stato anche un prolifico scrittore di poesie e romanzi:
- Nel 1988 ha pubblicato il primo libro di poesie, “Poesie senza volto” con lo pseudonimo di Louis Carrera.
- Nel 2004 ha vinto il 3º premio nella selezione narrativa del Concorso Letterario Mario Pannunzio con il romanzo “E non disse più una parola”
- Nel 2006 ha pubblicato il romanzo “Come il vento sul grano. Una storia di amore e OGM” insieme ad Adriana Albini.
- Nel 2008 ha pubblicato il racconto “6 tt x me” insieme a Micaela Tonini nel volume “Genova inedita”
- Nel 2010 ha pubblicato “La scatola”, “Lago” e “Il silenzio” su www.ilmiolibro.it
- Nel 2011 ha partecipato alle letture “I miei poeti preferiti” di “Genovainedita Cultura” e al 17º Festival Internazionale della Poesia a Genova.
- Nel 2012 ha pubblicato “Il sognatore”
- Nel 2013 ha pubblicato “Il gene di Dio” e “Poesie d’amore e d’altro”
- Nel 2014 ha pubblicato “L’altra vita”
- Nel 2015 ha pubblicato “Il silenzio”
- Nel 2016 ha pubblicato “Icona perfetta e altri racconti”
- Nel 2018 ha pubblicato “Rio”
- Nel 2020 ha pubblicato “La sostenibile Pesantezza del Vivere” e “L’OGM Gemello”